# Hyposoter formosanus
Hyposoter formosanus là một loài tò vò trong họ Ichneumonidae.